# Sălsig
Sălsig es una comuna ubicada en el distrito de Maramureș, Rumania.

## Superficie
Cuenta con una superficie de 19,46 kilómetros cuadrados.

## Demografía
Hasta 2021 la población era de 1663 habitantes, con una densidad de población de 85,46 habitantes por kilómetro cuadrado.